# Sven-Oswald Mildh
Sven-Osvald « Ossi » Mildh (né le 12 mai 1930 à Helsinki et mort le 16 septembre 2015) est un athlète finlandais spécialiste du 400 m haies. Entrainé par Armas Valste et Gustaf Laurell, il mesure 1,80 m pour 78 kg.

## Biographie

### Palmarès
| Date | Compétition           | Lieu  | Résultat | Épreuve     | Performance  |
| ---- | --------------------- | ----- | -------- | ----------- | ------------ |
| 1954 | Championnats d'Europe | Berne | 3e       | 400 m haies | 51 s 5       |
| 1954 | Championnats d'Europe | Berne | 3e       | 4 x 400 m   | 3 min 11 s 5 |

### Records
| Épreuve          | Performance | Lieu  | Date         |
| ---------------- | ----------- | ----- | ------------ |
| 400 mètres haies | 51 s 5      | Berne | 29 août 1954 |